# 漢志真主黨
漢志真主黨（阿拉伯語：حزب الله الحجاز）是一個活躍於沙烏地阿拉伯的激進什葉派組織，於1987年5月在沙烏地阿拉伯東部省成立 。1987～1989年間，漢志真主黨的行動達到最活躍的時期，並在沙烏地阿拉伯境內針對沙烏地的公家官方機構目標發動攻擊。1996年，漢志真主黨涉及胡拜爾塔爆炸案，因此被沙烏地阿拉伯政府取締。2014年，該組織被王國政府認定為恐怖組織，指稱是伊朗作為輸出「伊斯蘭革命」而扶植的團體。

## 活動

### 背景
在伊朗伊斯蘭革命後，遜尼派君主制的巴勒維伊朗王國被推翻，取而代之的是什葉派伊斯蘭共和國，沙烏地阿拉伯王國與新成立的伊朗伊斯蘭共和國關係迅速在幾年內惡化，緊張局勢甚至成為敵對關係。其主要原因是沙烏地政府當局對待王國東部省什葉派少數民族的方式以及沙烏地阿拉伯在伊朗-伊拉克戰爭中對伊拉克的支援。
1980年代中期，沙烏地阿拉伯與伊朗關係雖有改善與緩和，但在1987年麥加朝聖事故後，兩國關係再度惡化。
在伊朗的積極鼓勵下，漢志真主黨於1987年5月成立。「漢志」通常用以代指阿拉伯西部的漢志地區，但漢志真主黨的漢志則用來代指整個沙烏地王朝統治下的阿拉伯半島，因為若是使用沙烏地阿拉伯這個名字意味著承認沙烏地王朝在阿拉伯統治。

### 行動
漢志真主黨成立後，於1980年代後期展開各種攻擊行動。1987年8月，朱雅瑪的一間石油廠發生爆炸；1988年3月，朱拜勒的一個石化工業廠及拉迪塔努拉煉油廠遭到漢志真主黨成員攻擊。數名沙烏地阿拉伯警察在與真主黨武裝分子的衝突中傷亡，沙烏地阿拉伯則在事件發生後進行大規模逮捕，取締可疑的什葉派活動分子。此外，漢志真主黨也被懷疑涉及針對沙烏地阿拉伯海外目標的攻擊，包含駐外機構與外交使節，漢志真主黨則否認參與。
1988年，伊朗-伊拉克戰爭結束，伊朗與沙烏地關係有所緩和。1993年，沙烏地國王法赫德·沙烏地積極與伊朗溝通，並會見了其幾位什葉派代表，主張結束沙烏地阿拉伯與什葉派的衝突。法赫德國王承諾努力改善沙烏地阿拉伯什葉派的問題，具體作為包含下令從教科書中消除對什葉派的貶義詞，消除某些其他形式的明確歧視，並允許許多流亡海外的沙烏地什葉派信徒返回沙烏地阿拉伯。
雖然真主黨成員多半不支持沙烏地政府，並提出不同意見，但其成員仍被納入特赦範圍內，且總體上遵守其條款。此後，真主黨的成員主要避免公開反對政治，並專注於宗教、社會和教育活動。

## 列入恐怖組織
| 國家             | 時間             | 參考  |
| 沙烏地阿拉伯王國 | 7 March 2014     | [ 7 ] |
| 阿拉伯聯合大公國 | 15 November 2014 | [ 8 ] |